# ГЕС Гірі-Бата
ГЕС Гірі-Бата – гідроелектростанція на півночі Індії у штаті Гімачал-Прадеш. Використовує ресурс із річки Гірі, правої притоки Джамни, яка в свою чергу є правою притокою Гангу. 
В межах проекту Гірі перекрили бетонною водозабірною греблею довжиною  163 метра, яка відводить ресурс до прокладеного через правобережний гірський масив дериваційного тунелю довжиною 7,1 км. Останній перетинає водорозділ зі сточищем річки Бата (ще одна права притока Джамни) та  на завершальному етапі переходить у два напірні водоводи довжиною по 0,4 км з діаметром 2,5 метра. 
Основне обладнання станції становлять дві турбіни типу Френсіс потужністю по 30 МВт, які використовують напір від 147 до 170 метрів та забезпечують виробництво 280 млн кВт-год електроенергії на рік.
Відпрацьована вода транспортується по водоводу довжиною 0,75 км до струмка, який через кілометр впадає ліворуч до Бати.